# Midnattsol
I Midnattsol sono un gruppo folk metal tedesco formatosi nel 2002.
Debuttano nel 2005 con l'album Where Twilight Dwells

## Storia dei Midnattsol
La cantante, Carmen Elise Espanæs, di origini norvegesi, è sorella della ex cantante dei Theatre of Tragedy e poi dei Leaves' Eyes, Liv Kristine.
Alla band vengono attribuite caratteristiche provenienti da diversi generi musicali, come Gothic metal e Melodic metal.
La band è formata da 6 elementi, due donne e quattro uomini.

## Formazione
- Carmen Elise Espanæs - voce
- Daniel Droste - chitarra
- Alex Kautz - chitarra
- Birgit Öllbrunner - basso
- Daniel Fischer - tastiere
- Chris Merzinsky - batteria

## Discografia
Album in studio
- 2005 - Where Twilight Dwells
- 2008 - Nordlys
- 2011 - The Metamorphosis Melody
- 2018 - The Aftermath

Demo
- 2003 - Midnattsol